# Conor McGregor
Conor Anthony McGregor, irski borec mešanih borilnih veščin in boksar, * 14. julij 1988, Dublin, Irska.
Je nekdanji Ultimate Fighting Championship (UFC) prvak v peresni in lahki kategoriji, ter po obračunu z legendarnim boksarjem Floydom Mayweatherjem tudi profesionalni boksar. McGregor je leta 2015 postal prvi UFC borec v zgodovini, ki je bil istočasno prvak v dveh različnih kategorijah. Prav tako drži rekord za najhitrejši knockout v borbi za naslov svetovnega prvaka UFC, ki mu je uspel v zgolj 13 sekundah v 1. rundi. 

## Življenjepis
McGregor se je rodil 14. julija 1988 v Dublinu na Irskem, očetu Tonyju McGregorju ter materi Margaret McGregor. Kot otrok je igral nogomet in pri 12 letih začel trenirati boks, ki mu je dal odlično podlago za poznejše treniranje mešanih borilnih veščin. Pred vstopom v UFC je Conor tekmoval v nižjih MMA ligah, kjer se je z dobrimi nastopi strmo vzpenjal po lestvici. Leta 2013 mu je UFC končno ponudil težko pričakovano pogodbo in tako je 6. aprila 2013 z dominanto zmago nad Marcusom Brimageom dokazal, da je več kot vreden tekmovanja v UFC-ju. Njegova kariera je nato z vsako novo borbo napredovala, on pa je vedno bolj osvajal srca mnogih MMA navdušencev po celem svetu. 
Boril se je proti mnogim odličnim borcem, npr. Max Holloway, Dustin Poirier, Chad Mendes, Dennis Silver, Jose Aldo, Nate Diaz, Eddie Alvarez. Conor je prvič v karieri postal UFC prvak, ko je v zgolj 13 sekundah nokavtiral Joseja Alda, dolgoletnega UFC prvaka, ki je bil pred tem neporažen 10 let. Po 15 zaporednih zmagah je za njegov prvi poraz v UFC-ju poskrbel američan Nate Diaz, ki je McGregorja premagal z davljenjem v 2. rundi. McGregor je Diaza premagal v rematch-u in tako spet postal lastnik šampionskega pasu. Novembra 2016 se je pomeril z Eddiejem Alvarezom, ki je imel prav tako kot McGregor šampionski pas, le da je bil ta iz višje težnostne kategorije (70 kg). McGregor je imel priložnost postati prvi borec v zgodovini, ki bi bil prvak v dveh različnih kategorijah hkrati, kar je z dominantnim nastopom tudi dosegel. 
Leta 2017 je McGregor oznanil premor v karieri borca UFC, saj naj bi se v roku enega leta pomeril z dolgoletnim boksarskim prvakom Floydom Mayweatherjem. Borba je bila oznanjena za 26. avgust 2017 in je iz vseh možnih vidikov prinesla ogromne oglede, oglaševanje ter dobiček. McGregor je v Las Vegasu proti Mayweatherju izgubil v 10. rundi. Borca naj bi skupno zaslužila vsaj 400 milijonov dolarjev.
Medtem so McGregorju zaradi neaktivnosti odvzeli oba UFC pasova, njegovo ime pa se je tokrat v medijih začelo pojavljati zaradi raznih izpadov. Med najhujše incidente spada napad na avtobus poln borcev UFC, kjer je McGregor v okno avtobusa zalučal voziček in s tem resneje poškodoval enega od njih. Sojenje o tem incidentu se je zacelo junija 2018.